# Valempoulières
Valempoulières település Franciaországban, Jura megyében. Lakosainak száma 205 fő (2022. január 1.). Valempoulières Chaux-Champagny, Andelot-en-Montagne, La Châtelaine, Chilly-sur-Salins, Molain, Montrond, Le Pasquier, Pont-d’Héry és Vers-en-Montagne községekkel határos.

## Népesség
A település népessége az elmúlt években az alábbi módon változott:
| Lakosok száma | 208  | 184  | 175  | 199  | 221  | 213  | 193  | 191  | 189  | 205  |
|               | 1968 | 1982 | 1990 | 2006 | 2013 | 2015 | 2017 | 2019 | 2020 | 2022 |